# 다르게 운다
《다르게 운다》는 2014년 10월 5일에 방영한 KBS 드라마 스페셜이다. 2013 KBS 극본 공모 최우수 당선작이다.

## 줄거리
우등생인 지혜는 영어 장학생을 대상으로 해외 연수의 기회가 찾아온다. 하지만 여권을 신청하러 갔다가 여권발급에 보호자의 동의가 있어야 하는데, 호적상 지혜의 보호자는 아버지로 되어 있다. 그래서 아빠와 연락을 위해 사방팔방 뛰어다니지만 해결하지 못하다가, 우연히 오빠의 서랍에서 아빠 이름이 적혀있는 편지봉투를 발견한다.
하지만 아빠를 찾는데 실패하고 포기하려는데 친구 성연의 도움을 받게 된다. 성연의 아버지는 변호사로, 도움을 받아 모든 일이 순조롭게 풀리나 싶었다. 그러나 오빠 지한이 폭행사건에 휘말리면서 지혜의 참가비를 모두 합의금으로 쓰게 된다.
엄마와 오빠에게 잔뜩 화난 상태로 다시 일상을 보내던 지혜에게 전화 한 통이 걸려온다.

## 등장 인물

### 주요 인물
- 김소현 : 류지혜 역 (아역 이예은)

6세 때부터 부모의 이혼으로 아버지와 떨어져 살았지만 삐뚤어지지 않고 모범생으로 자랐다. 아버지한테는 함께 산 정이 없어서 그리워하지 않는다. 내성적이고 예민한 성격으로 생각이 많고 말수는 적은 편이며, 소음에 민감하다.
- 손승원 : 류지한 역 (아역 송도현)

지혜의 오빠. 외모나 성격 들이 지혜와는 정반대로, 폭주족 무리와 어울려 문제를 일으키더니 결국 퇴학을 당하고 소년원까지 다녀왔다. 친구들과 어울리는데 정신이 없어서 고등학교 검정고시를 준비한다고는 했지만 별 성과는 없다.
- 김희정 : 김경희 역

지혜의 엄마. 공무원. 이혼 후 집안일은 뒷전으로 하고 일중독에 빠져 산다. 승진을 위해 뒤늦게 사이버대학에서 학사 학위를 따고 이어 대학원까지 진학하는 등의 열정을 보이며 성공을 위해 매진하고 있다.

### 주변 인물
- 엄효섭 : 류정철 역

지혜의 아빠. 무리해서 사업을 벌이다가 집안의 재산까지 모두 날리고 그 과정에서 얻은 어마어마한 빚으로 압박감이 심하자 알콜 중독자가 된다. 이 때문에 이혼을 하여 해외를 나가 떠돌이 생활을 했다.
- 정인서 : 진성연 역

지혜의 인구. 변호사 아버지와 자상한 어머니를 둔 세상물정 하나도 모르는 부잣집 외동딸.

### 그 외 인물
- 정명준
- 송경화
- 김광섭
- 김효명
- 강성하
- 오지연
- 박수연
- 김지은

## 시청률
- 전국 시청률 : 2.5%[1]

## 수상
- 2014년 KBS 연기대상 연작·단막극상 - 김소현